# 19. ročník udílení Zlatých glóbů
19. ročník udílení Zlatých glóbů se konal 5. března 1962 v hotelu Beverly Hilton v Los Angeles. Asociace zahraničních novinářů v Hollywoodu vyhlásila nominace 31. ledna.

## Vítězové a nominovaní

### Filmové počiny

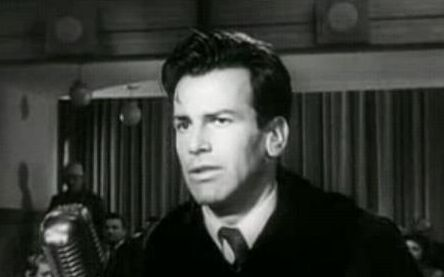
Nejlepší dramatický herec Maximilian Schell

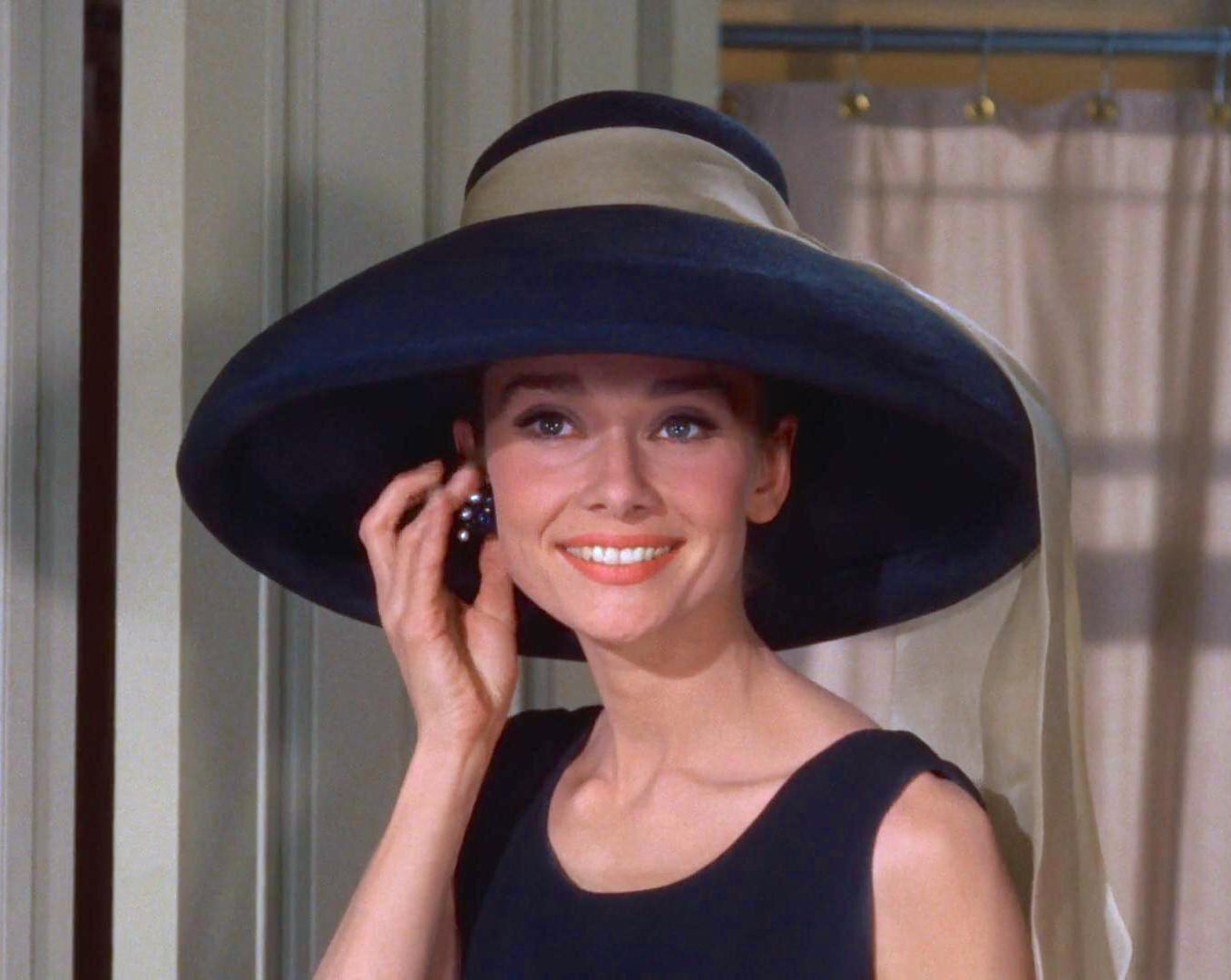
Audrey Hepburn byla nominována za film Snídaně u Tiffanyho

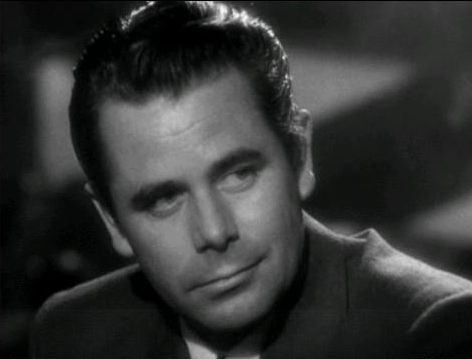
Nejlepší komediální herec Glenn Ford

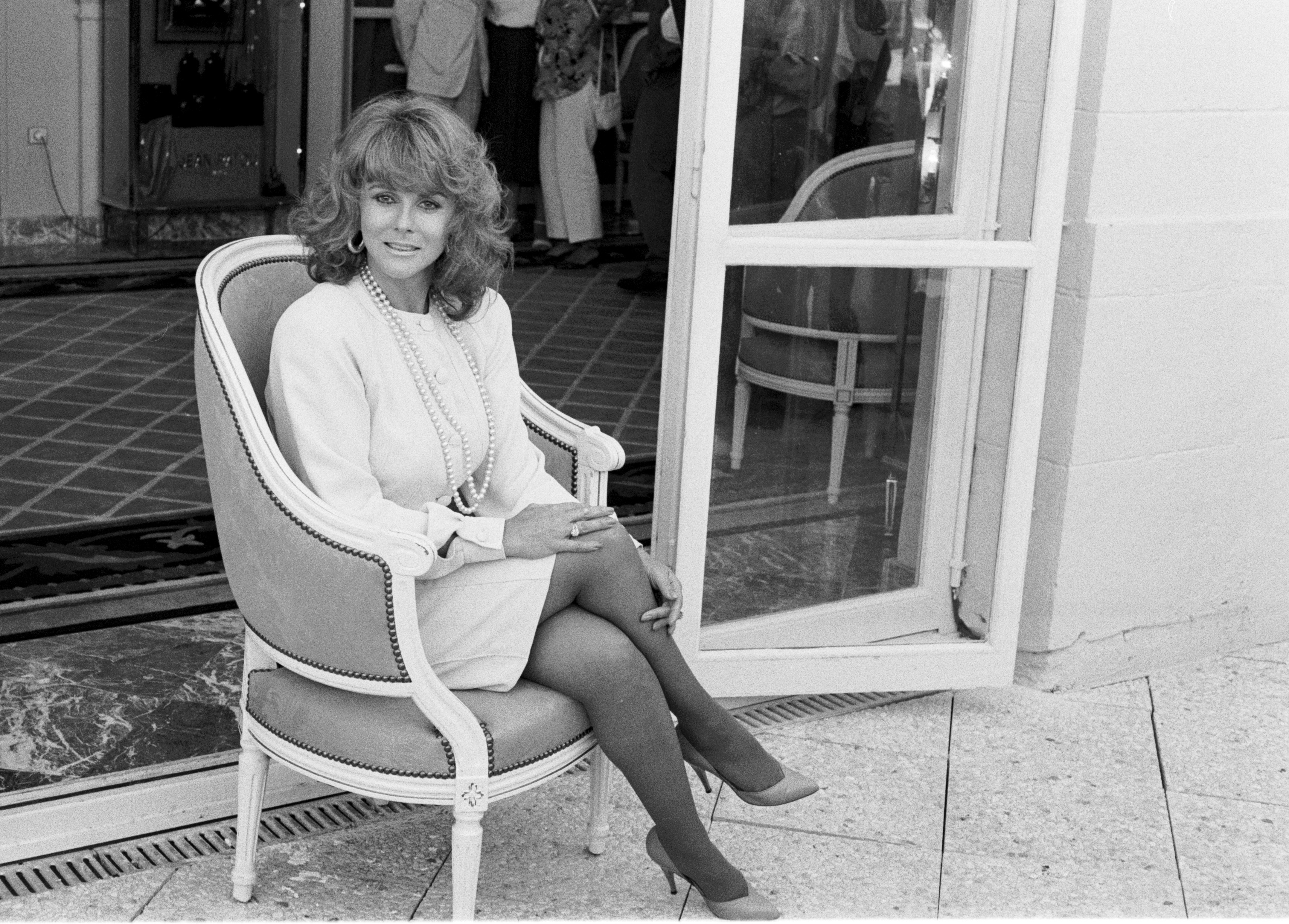
Ann-Margret – objev roku

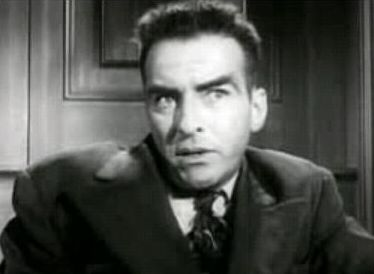
Nominovaný vedlejší herec Montgomery Clift

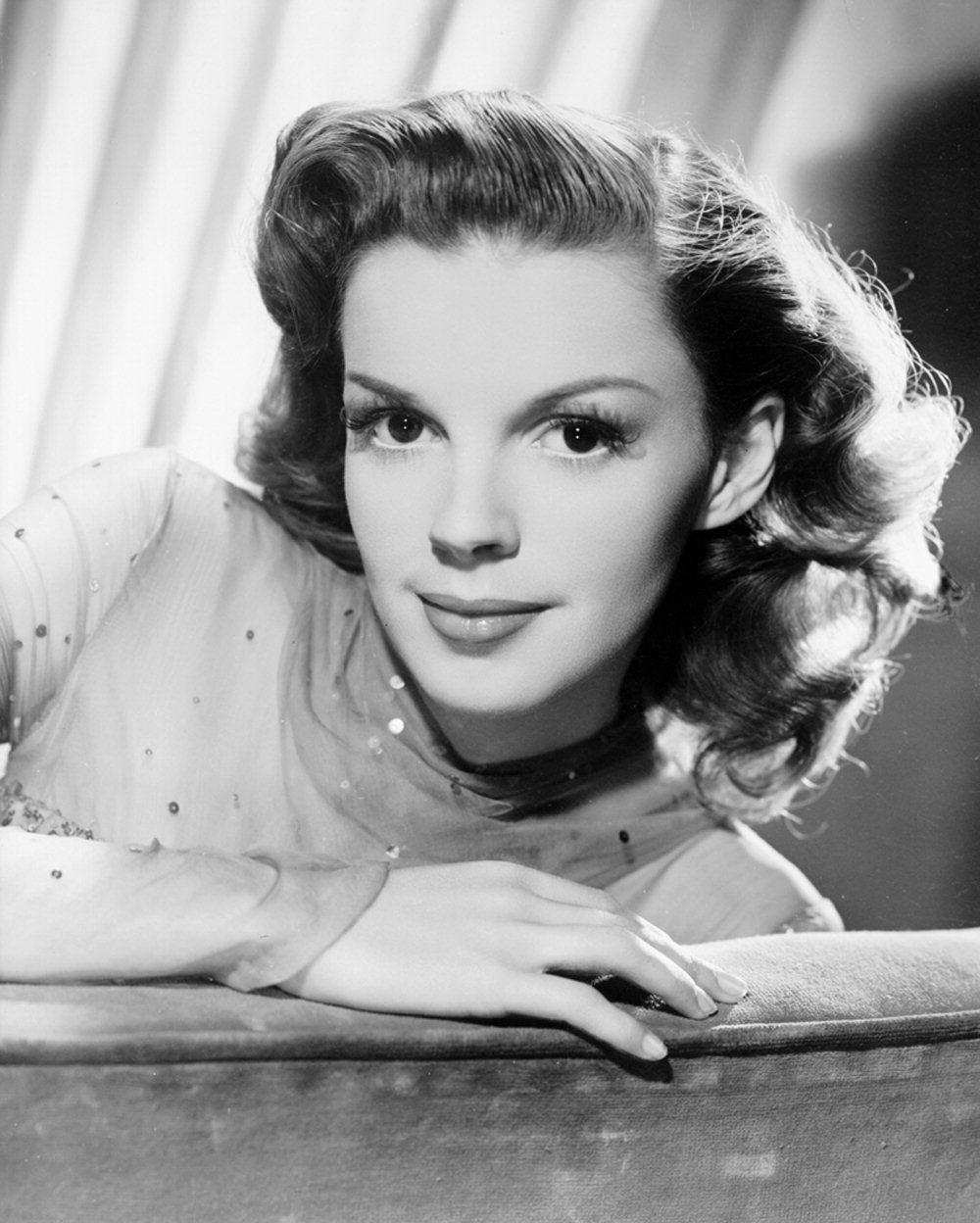
Judy Garland – držitelka ceny Cecila B. DeMilla

#### Nejlepší film (drama)
- Děla z Navarone – producent Carl Foreman
- Cid – producent Samuel Bronston
- Fanny – producent Joshua Logan
- Norimberský proces – producent Stanley Kramer
- Třpyt v trávě – producent Elia Kazan

#### Nejlepší film (komedie)
- A Majority of One – producent Mervyn LeRoy
- Snídaně u Tiffanyho – producent Martin Jurow, Richard Shepherd
- Raz, dva, tři – producent Billy Wilder
- The Parent Trap – producent Walt Disney
- Plná kapsa zázraků – producent Frank Capra

#### Nejlepší film (muzikál)
- West Side Story – producent Robert Wise
- Babes In Toyland – producent Walt Disney
- Flower Drum Song – producent Ross Hunter

#### Nejlepší režie
- Stanley Kramer – Norimberský proces
- J. Lee Thompson – Děla z Navarone
- Anthony Mann – Cid
- Jerome Robbins, Robert Wise – West Side Story
- William Wyler – Dětská hodinka

#### Nejlepší herečka (drama)
- Geraldine Page – Summer and Smoke
- Leslie Caron – Fanny
- Shirley MacLaine – Dětská hodinka
- Claudia McNeil – A Raisin in the Sun
- Natalie Wood – Třpyt v trávě

#### Nejlepší herečka (komedie / muzikál)
- Rosalind Russell – A Majority of One
- Bette Davis – Plná kapsa zázraků
- Audrey Hepburn – Snídaně u Tiffanyho
- Hayley Mills – The Parent Trap
- Mijoši Umeki – Flower Drum Song

#### Nejlepší herec (drama)
- Maximilian Schell – Norimberský proces
- Warren Beatty – Třpyt v trávě
- Maurice Chevalier – Fanny
- Paul Newman – Biliárový král
- Sidney Poitier – A Raisin in the Sun

#### Nejlepší herec (komedie / muzikál)
- Glenn Ford – Plná kapsa zázraků
- Fred Astaire – The Pleasure of His Company
- Richard Beymer – West Side Story
- Bob Hope – Bachelor In Paradise
- Fred MacMurray – Roztržitý profesor

#### Nejlepší herečka ve vedlejší roli
- Rita Moreno – West Side Story
- Fay Bainter – Dětská hodinka
- Judy Garland – Norimberský proces
- Lotte Lenya – Římské jaro paní Stoneové
- Pamela Tiffin – Raz, dva, tři

#### Nejlepší herec ve vedlejší roli
- George Chakiris – West Side Story
- Montgomery Clift – Norimberský proces
- Jackie Gleason – Biliárový král
- Tony Randall – Lover Come Back
- George C. Scott – Biliárový král

#### Nejlepší hudba
- Dimitri Tiomkin – Děla z Navarone
- Miklos Rozsa – Cid
- Harold Rome – Fanny
- Miklos Rozsa – Král králů
- Elmer Bernstein – Summer and Smoke

#### Nejlepší filmová píseň
- „Town Without Pity“ z filmu Town Without Pity' – Hudba Dimitri Tiomkin, text Ned Washington

#### Objev roku – herečka
- Ann-Margret – Plná kapsa zázraků
- Jane Fonda – Tall Story
- Christine Kaufman – Town Without Pity
- Pamela Tiffin – Summer and Smoke
- Cordula Trantow – Hitler

#### Objev roku – herec
- Warren Beatty – Třpyt v trávě
- Richard Beymer – West Side Story
- Bobby Darin – Italské prázdniny
- George Chakiris – West Side Story
- George C. Scott – Biliárový král

#### Mezinárodní cena Samuela Goldwyna (za nejlepší zahraniční film)
- The Mark – režie Guy Green, Velká Británie (první místo – cena Samuela Goldwyna)
- Horalka – režie Vittorio De Sica, Itálie (druhé místo – cena Zlatý glóbus)
- Der brave Soldat Schwejk – režie Axel von Ambesser, Západní Německo (třetí místo – cena Stříbrný glóbus)
- Důležitý muž – režie Ismael Rodríguez, Mexiko (třetí místo – cena Stříbrný glóbus)
- Výhodná koupě – režie Robert Dhéry, Pierre Tchernia, Francie (nominace)
- Antigoni – režie Yorgos Javellas, Řecko (nominace)
- Nebezpečné známosti – režie Roger Vadim, Francie (nominace)
- Harry og kammertjeneren – režie Bent Christensen, Dánsko (nominace)
- Rocco a jeho bratři – režie Luchino Visconti, Itálie (nominace)
- Tělesná stráž – režie Akira Kurosawa, Japonsko (nominace)

#### Nejlepší film podporující porozumění mezi národy
- A Majority of One – režie Mervyn LeRoy
- Conspiracy Of Hearts – režie Étienne Périer
- Norimberský proces – režie Stanley Kramer

### Televizní počiny

#### Televizní seriál / TV show
- My Three Sons
- What's my Line?

#### Herec v seriálu
- John Daly
- Bob Newhart

#### Herečka v seriálu
- Pauline Fredericks

### Zvláštní ocenění

#### Zvláštní cena
- producent Samuel Bronston za film Cid
- novinář Army Archerd z týdeníku Daily Variety
- novinář Mike Connolly z týdeníku The Hollywood Reporter

#### Henrietta Award (Oblíbenci světového filmu)
- herečka Marilyn Monroe
- herec Charlton Heston

#### Cena Cecila B. DeMilla
- Judy Garland